# Vinciguerria
Vinciguerria is een geslacht van straalvinnige vissen uit de familie van lichtvissen (Phosichthyidae). Het geslacht is voor het eerst wetenschappelijk beschreven in 1895 door Jordan & Evermann.

## Soorten
- Vinciguerria attenuata (Cocco, 1838)
- Vinciguerria lucetia (Garman, 1899)
- Vinciguerria mabahiss Johnson & Feltes, 1984
- Vinciguerria nimbaria (Jordan & Williams, 1895)
- Vinciguerria poweriae (Cocco, 1838)